# Цулукидзе, Георгий Давыдович
князь Георгий Давыдович Цулукидзе (23 апреля 1860 — 20 мая 1923) — генерал-майор Российской императорской армии, участник Первой мировой войны. Кавалер ордена Святого Георгия 4-й степени (1916). С 1918 по 1921 годы служил в армии Грузинской демократической республики, но после прихода советской власти был арестован, а затем расстрелян.

## Биография
Георгий Давидович родился 23 апреля 1860 года в княжеской семье Цулукидзе. Начальное образование получил в Елисаветградской военной прогимназии. 19 июля 1876 года поступил на службу в Российскую императорскую армию. Воинское образование получил в Тифлисском пехотном юнкерском училище, из которого был выпущен со старшинством в чине прапорщика с 9 сентября 1880 года и распределён в 156-й пехотный Елисаветпольский полк. 6 мая 1883 года получил старшинство в чине подпоручика, 6 мая 1887 года — в чине поручика, 1 июля 1893 года — в чине штабс-капитана. Окончил Офицерскую стрелковую школу с оценкой «успешно». 6 мая 1900 года получил старшинство в чине капитана. В течение 11 лет и 10 месяцев занимал должность командира роты. 30 июля 1905 года получил старшинство в чине подполковника, а 6 декабря 1910 года — в чине полковника. В марте 1914 года служил в 4-м Кавказском стрелковом полку, а 7 апреля 1914 года был переведён на службу в 77-й пехотный Тенгинский полк.
Принимал участие в Первой мировой войне. С 9 января 1915 года по 15 февраля 1916 года был командиром 11-го Кавказского стрелкового полка, во время командования полком, 7 января 1916 года был удостоен ордена Святого Георгия 4-й степени. Был командующим одной из бригад 5-й стрелковой дивизией, с 15 по 18 февраля 1916 года. 18 февраля 1916 года «за боевые отличия» был произведён в генерал-майоры со старшинством с 25 сентября 1915 года и утверждён на должности командира бригады. По состоянию на 10 июля 1916 года служил в том же чине и на той же должности. С 7 февраля по 22 августа 917 года был командующим 174-й пехотной дивизии, а с 22 августа 1917 года — командующим 67-й пехотной дивизии
С 1918 по 1921 годы служил в армии Грузинской демократической республики. После установления советской власти в Грузии, в марте 1921 года был арестован и обвинён в участии в подпольной организации «Военный центр». 20 мая 1921 года Георгий Цулукидзе был расстрелян.

## Награды
Георгий Давидович Цулукидзе был пожалован следующими наградами:
- Орден Святого Георгия 4-й степени (Высочайший приказ от 7 января 1916)
 — «за то, что будучи в Январе 1915 года выдвинут для содействия Ольтинскому отряду с отрядом из 4-х баталионов, 4-х горных орудий и 4-х сотен, тяжелым ночным маршем преодолев трудно доступные горы, снежную метель, внезапным ночным штурмом овладел селением Горнес. При этом нашими трофеями оказались: начальник 30-й пехотной турецкой дивизии, весь его штаб, 17 офицеров и врачей, 400 нижних чинов 3 орудия и 1 пулемет.»;
- Орден Святого Владимира 3-й степени с мечами (Высочайший приказ от 8 марта 1916);
- Орден Святого Владимира 4-й степени с мечами и бантом (Приказ по армии и флоту от 14 апреля 1917);
- Орден Святой Анны 2-й степени (Высочайший приказ от 16 мая 1914); мечи к ордену (Высочайший приказ от 14 декабря 1915)
- Орден Святого Станислава 2-й степени (1910);
- Орден Святого Станислава 3-й степени (1906).